# Помилване
Помилването е опрощаване (изцяло или отчасти) на наказание, наложено за извършено от конкретния деец престъпление. Обикновено то се дава от държавния глава. Според Конституцията на Република България от 1991 г. (чл. 98, т. 11), право на помилване има президентът. Чл. 74 от Наказателния кодекс (Доп. – ДВ, бр. 75 от 2006 г., в сила от 13.10.2006 г.) гласи: „Президентът може чрез помилване да опрости изцяло или отчасти наложеното наказание, а смъртното наказание, доживотния затвор без замяна и доживотния затвор – да опрости или замени.“.
В зависимост от юрисдикцията на държава, помилването може да се осъществи преди или след осъждането за престъпление.